# پروپیلن کربنات
پروپیلن کربنات (به انگلیسی: Propylene carbonate) با فرمول شیمیایی C۴H۶O۳ یک ترکیب شیمیایی با شناسه پاب‌کم ۷۹۲۴ است. که جرم مولی آن 102.09 g/mol می‌باشد. شکل ظاهری این ترکیب، مایع بی‌رنگ است.